# Clementine zu Castell-Rüdenhausen
Clementine Gräfin zu Castell-Rüdenhausen, mit vollem Namen Clementine Erika Hedwig Mechtilde Ottilie Marka Martina Helene Gräfin zu Castell-Rüdenhausen, verehelichte Clementine Utermann, (* 30. Januar 1912 in München; † 12. Oktober 2008 in Roggersdorf, Gemeinde Holzkirchen) war eine BDM-Funktionärin in der Reichsjugendführung der NSDAP und die erste Beauftragte für das BDM-Werk „Glaube und Schönheit“.

## Leben
Als drittes von vier Kindern von Hermann Graf zu Castell-Rüdenhausen (1872–1941) und Freda Gräfin zu Solms-Sonnenwalde (1882–1980) gehörte sie dem fränkischen Hochadel (Geschlecht Castell-Rüdenhausen) an. Nach der späteren Darstellung ihres älteren Bruders Hubertus (1909–1995) war die Familie jedoch infolge der Inflation in den frühen 1920er-Jahren verarmt.
Zum 1. Mai 1933, im Alter von 21 Jahren und am gleichen Tag wie ihre Mutter Freda und mehrere hochrangige Mitglieder der Familie Castell-Castell, trat Clementine zu Castell der NSDAP bei (Mitgliedsnummer 3.133.869), nachdem ihr Bruder Hubertus der Partei schon am 1. August des Vorjahres beigetreten war. 1933 wurde sie Führerin des BDM-Gaues Unterfranken, im November 1934 avancierte sie zur Führerin des BDM-Obergaues Franken. Im Februar 1938 wurde sie von Reichsjugendführer Baldur von Schirach in den Stab der Reichsjugendführung berufen und zur Beauftragten für das am 19. Januar 1938 gegründete BDM-Werk „Glaube und Schönheit“ ernannt, wobei in einer Pressemitteilung im Zusammenhang mit dieser Ernennung ihre besonderen Verdienste als Obergauführerin in der Organisation von „vorbildlich große[n] Sportveranstaltungen für die weibliche Jugend“ hervorgehoben wurden. Als Beauftragte unterstand sie der BDM-Reichsreferentin Jutta Rüdiger, mit der sie auch eine persönliche Freundschaft verband und zeitweise gemeinsam ein Haus in Berlin-Frohnau bewohnte.
Am 26. Oktober 1939 heiratete sie Wilhelm Utermann, genannt „Utz“, der als Hauptschriftleiter der Reichsjugendführung für die Jugendzeitschriften verantwortlich war und nach dem Krieg unter dem Namen Utz Utermann einer der einflussreichsten Filmproduzenten der Bundesrepublik Deutschland wurde. Da es zwar zu den Zielen des BDM gehörte, die weibliche Jugend zu Ehe und Mutterschaft hinzuführen (vgl. Frauen im Nationalsozialismus), BDM-Führerinnen aber nach der Verheiratung aus dem aktiven Dienst auszuscheiden hatten, wurde Castell von ihren Aufgaben als Beauftragte des BDM-Werks 1939 „entlastet“. Reichsjugendführer Schirach gab hierzu bekannt:
„Mit Wirkung vom 12. September 1939 habe ich die Obergauführerin Clementine zu Castell-Rüdenhausen als Beauftragte für das BDM-Werk ‚Glaube und Schönheit‘ in der Reichsjugendführung entlastet. Für ihre selbstlose Arbeit spreche ich ihr meinen Dank und für ihre Erfolge um den Aufbau des BDM-Werks ‚Glaube und Schönheit‘ meine besondere Anerkennung aus. Obergauführerin zu Castell-Rüdenhausen, die aus dem aktiven Dienst ausscheidet, wird auch nach ihrer Heirat weiterhin der Reichsjugendführung für besondere Aufgaben zur Verfügung stehen.“
Zu diesen besonderen Aufgaben gehörte offenbar die Herausgabe des Bildbandes Glaube und Schönheit mit dem Untertitel Ein Bildbuch von den 17-21jährigen Mädeln, der 1940 mit einem Geleitwort Schirachs im Druck erschien und heute zu den wichtigen Quellen für die Selbstdarstellung dieses BDM-Werks zählt. Noch während ihrer Zeit als Beauftragte soll sie außerdem an der Entstehung des Propagandafilms Glaube und Schönheit (1940) von Leni Riefenstahls Kameramann Hans Ertl beteiligt gewesen sein.
Die Ehe mit Wilhelm Utermann, aus der drei Söhne hervorgingen, wurde am 27. Oktober 1954 geschieden, am 24. Januar 1967 heirateten die beiden ein zweites Mal.